# Antonella Ragno-Lonzi
Antonella Ragno-Lonzi (ur. 6 czerwca 1940 w Wenecji) – włoska florecistka, trzykrotna medalistka olimpijska i czterokrotna medalistka mistrzostw świata.

## Życiorys

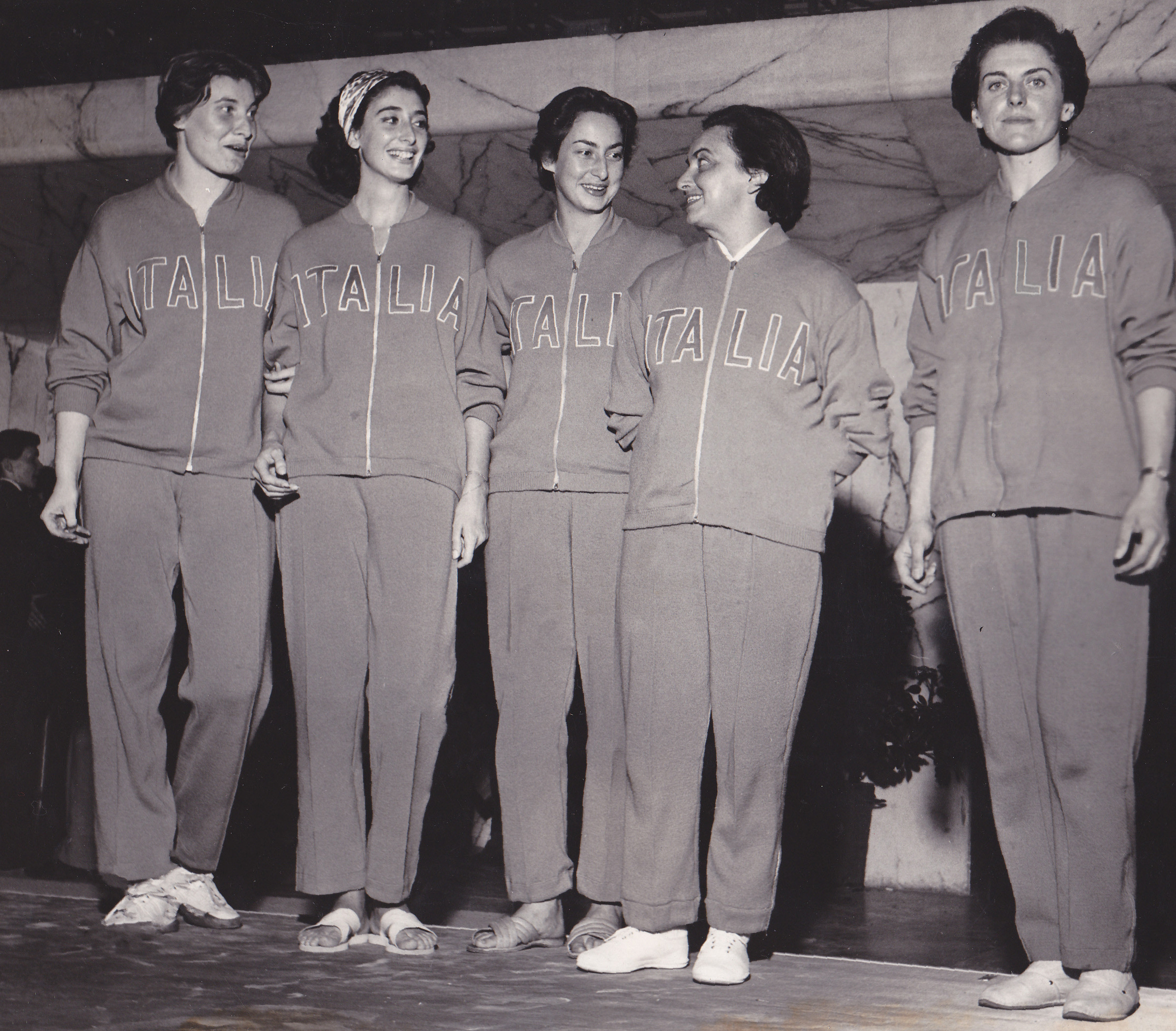
Drużyna włoskich florecistek na IO 1960, od lewej Colombetti-Peroncini, Ragno, Pasini, Cesari, Camber-Corno

Ragno zdobyła pierwszy medal olimpijski na igrzyskach olimpijskich w Rzymie w 1960 roku w drużynie, w składzie Ragno, Irene Camber-Corno, Velleda Cesari, Bruna Colombetti-Peroncini, Claudia Pasini, w rozgrywkach o brązowy medal pokonały Niemki. Indywidualnie Ragno odpadła w ćwierćfinale. Na rozgrywanych cztery lata później igrzyskach olimpijskich w Tokio zdobyła brąz indywidualnie, zaś w drużynie miejsce czwarte. W rundzie finałowej miała dwa zwycięstwa i porażkę (z późniejszą zwyciężczynią Węgierką Ildikó Újlaky-Rejtő) podobnie jak Újlaky-Rejtő i Niemka Helga Volz-Mees. Ragno przegrała z obiema florecistkami w barażach ostatecznie zdobywając brązowy medal. Podczas igrzysk olimpijskich w Meksyku w 1968 roku Ragno w zawodach indywidualnych odpadła w barażach, a z drużyną zajęła szóste miejsce. Brała też udział w igrzyskach olimpijskich w Monachium 1972 roku wraz z drużyną przegrała brąz z Rumunkami, zaś indywidualnie zdobyła tytuł mistrzyni olimpijskiej. Ragno-Lonzi nie była faworytką do medalu, gdyż awansowała do niego z ostatnim, szóstym wynikiem. W rundzie finałowej wygrała cztery z pięciu pojedynków, przegrywając jedynie z Sowietką i brązową medalistką Galiną Gorochową.
Podczas mistrzostw świata w Buenos Aires w 1962 roku wspólnie z Irene Camber, Bruną Colombetti, Giovanną Masciottą i Nataliną Sanguinetti zdobyła brązowy medal w turnieju drużynowym. W tej samej konkurencji zdobywała także brązowe medale na mistrzostwach świata w Gdańsku (1963) i mistrzostwach świata w Paryżu (1965). Ponadto zdobyła również srebrny medal w turnieju indywidualnym na mistrzostwach świata w Montrealu (1967), plasując się tylko za Aleksandrą Zabieliną z ZSRR.
Jej ojciec Saverio Ragno był szpadzistą i florecistą. Jej mężem w 1969 roku został Gianni Lonzi, reprezentant Włoch w piłce wodnej. Para poznała się na ceremonii zakończenia igrzysk w 1960 roku, zaś do ich kolejnego spotkania doszło na kolejnych igrzyskach. Romans Ragno i Lonzi wybuchł podczas „tygodnia przedolimpijskiego” zorganizowanego w 1967 roku, na rok przed igrzyskami w 1968 roku w Meksyku. Był to wyjazd aklimatyzacyjny, bez rozgrywania zawodów sportowych, który zorganizowano po to, aby włoscy zawodnicy przyzwyczaili się do specyficznych warunków tam panujących (wysokie położenie względem poziomu morza). W 1970 roku na świat przyszło ich pierwsze dziecko, zaś rok po złotym medalu olimpijskim Ragno-Lonzi w 1972 roku, urodziła ona drugie dziecko. W 2019 roku obchodzili 50-tą rocznicę ślubu.

## Osiągnięcia
Konkurencja: floret
Igrzyska olimpijskie
- indywidualnie (1972)
- indywidualnie (1964); drużynowo (1960)

Mistrzostwa świata
- indywidualnie (1967)[13]
- drużynowo (1962, 1963, 1965)[14]